# Pınarlıkaya, Üzümlü
Pınarlıkaya là một xã thuộc huyện Üzümlü, tỉnh Erzincan, Thổ Nhĩ Kỳ. Dân số thời điểm năm 2010 là 41 người.